# San Filippo (Contigliano)
San Filippo è una frazione di Contigliano, in provincia di Rieti. Si trova a sudest del capoluogo comunale, verso Monte San Giovanni in Sabina.
Ha un'altitudine di 600 metri s.l.m. e un'estensione di 1214 ettari. I suoi abitanti sono chiamati sanfilippani.

## Geografia
Il paese di San Filippo confina a nord con Collebaccaro (altra frazione di Contigliano), ad est con Poggio Fidoni (frazione di Rieti), a sud con Poggio Perugino (frazione di Rieti), ad ovest con Contigliano e con i comuni di Montasola, Casperia e Cottanello.

## Storia

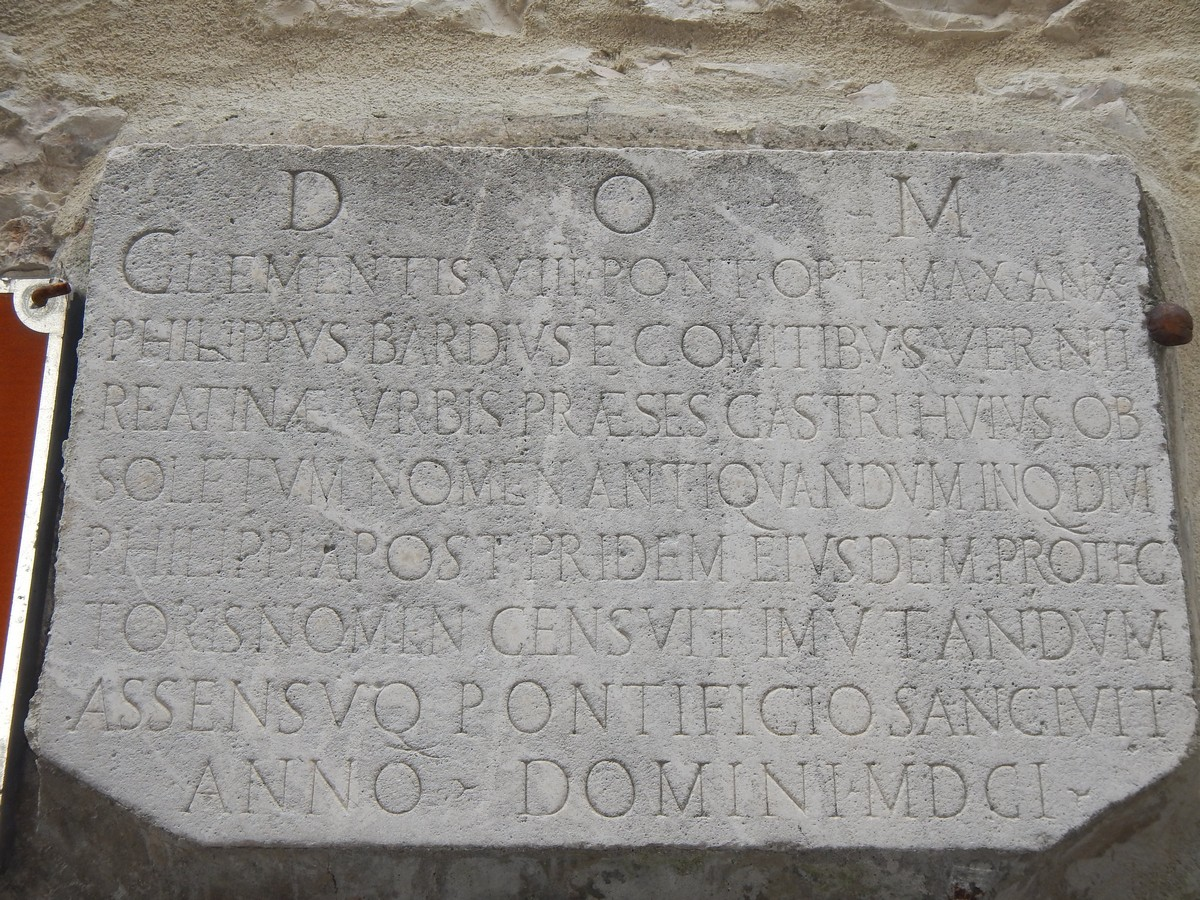
Epigrafe posta all'esterno della chiesa dei SS. Apostoli, che riporta la bolla pontificia con il cambiamento del nome.

L'attuale San Filippo è l'antico insediamento forticato di Scornabeccum, nome che si riferisce alla pianta volgarmente chiamata scornabecco.
La prima notizia di insediamento umano risale al 792; solo nella seconda metà del IX secolo fu probabilmente iniziata la costruzione del fortilizio, quale opera di difesa dalle incursioni saracene. 
Per buona parte della sua esistenza, compreso tutto il Medioevo, Castrum Scornabeccum ha fatto parte del territorio dello Stato Pontificio.
Nel 1601 il pontefice Clemente VIII decretò il nome attuale del paese, come si può leggere ancora oggi dalla lapide posta sulla facciata della parrocchia di San Filippo e Giacomo intra moenia, fondata alla metà del '300. 
Tra il 1798 ed il 1799, ovvero durante l'esistenza della Repubblica Romana, San Filippo finì sotto la giurisdizione amministrativa di Spoleto, Dipartimento del Clitunno e Cantone Rurale di Rieti. In seguito, durante l'occupazione da parte dell'Impero Francese, fece parte del Dipartimento di Roma, Circondario di Rieti e Cantone di Rieti, fino alla sconfitta di Napoleone e alla Restaurazione.
San Filippo è stato comune autonomo fino al 1814, quando fu soppresso ed aggregato a Contigliano, che divenne da allora il suo comune di riferimento (eccetto tra il 1928 ed il 1946, quando esso fu soppresso e poi ricostituito).
Più volte nel corso degli anni, il paese ha espresso la propria volontà di scorporarsi dal comune di Contigliano (nel 1858, nel 1869, nel 1901, nel 1911 e nel 1912) e di unirsi ad altri comuni ed esso confinanti, come Poggio Fidoni o Collebaccaro. In seguito alla soppressione di questi, venne proposta la creazione di un nuovo comune, da costituire insieme alla frazione di Collebaccaro; nessuna delle iniziative sopracitate ha però avuto successo.

## Monumenti e chiese

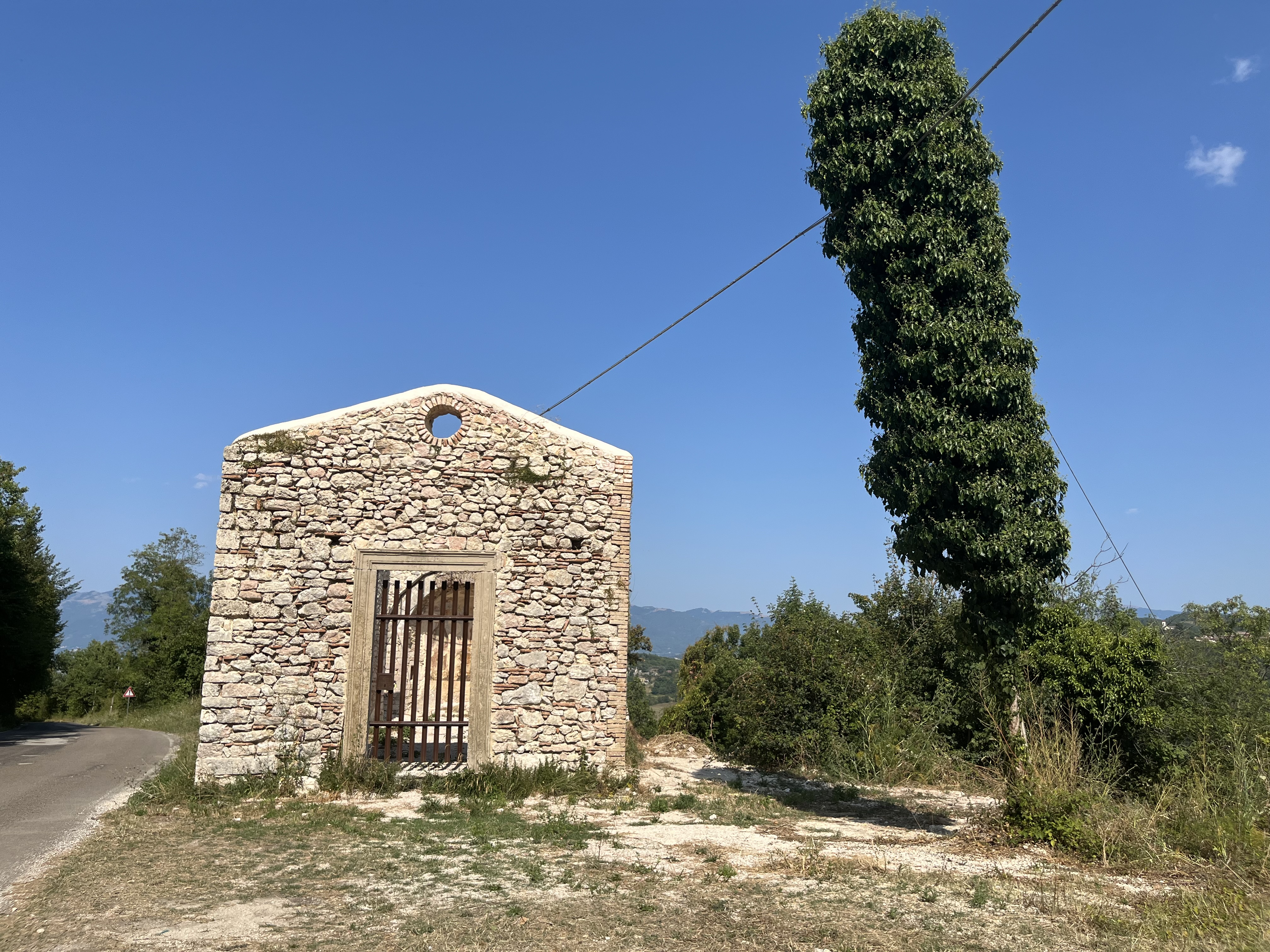
Chiesa dei SS. Filippo e Giacomo extra moenia

La principale chiesa è quella di San Filippo apostolo e San Giacomo il Minore extra moenia, la cui esistenza è documentata sin dal 1171: è a navata unica di 17 x 6 m, e sull'abside si nota un affresco, attualmente in attesa di restauro, raffigurante il crocifisso e i 2 apostoli cui la chiesa è dedicata; rimangono anche piccole tracce di un altro affresco situato sulla parete destra, raffigurante Sant'Antonio abate.
È presente un'altra chiesa, nota fino al 1994 come Santi Filippo e Giacomo intra moenia, che è situata appunto all'interno della cinta muraria, la cui costruzione è iniziata nel 1349: si tratta dell'attuale parrocchia, che ha subito nei secoli diversi restauri e ampliamenti, venendo arricchita dal campanile a pianta triangolare isoscele.
Sopra il suo ingresso è posto il coro senza organo. Sulla facciata è posta l'epigrafe che annuncia il cambiamento del nome del villaggio.

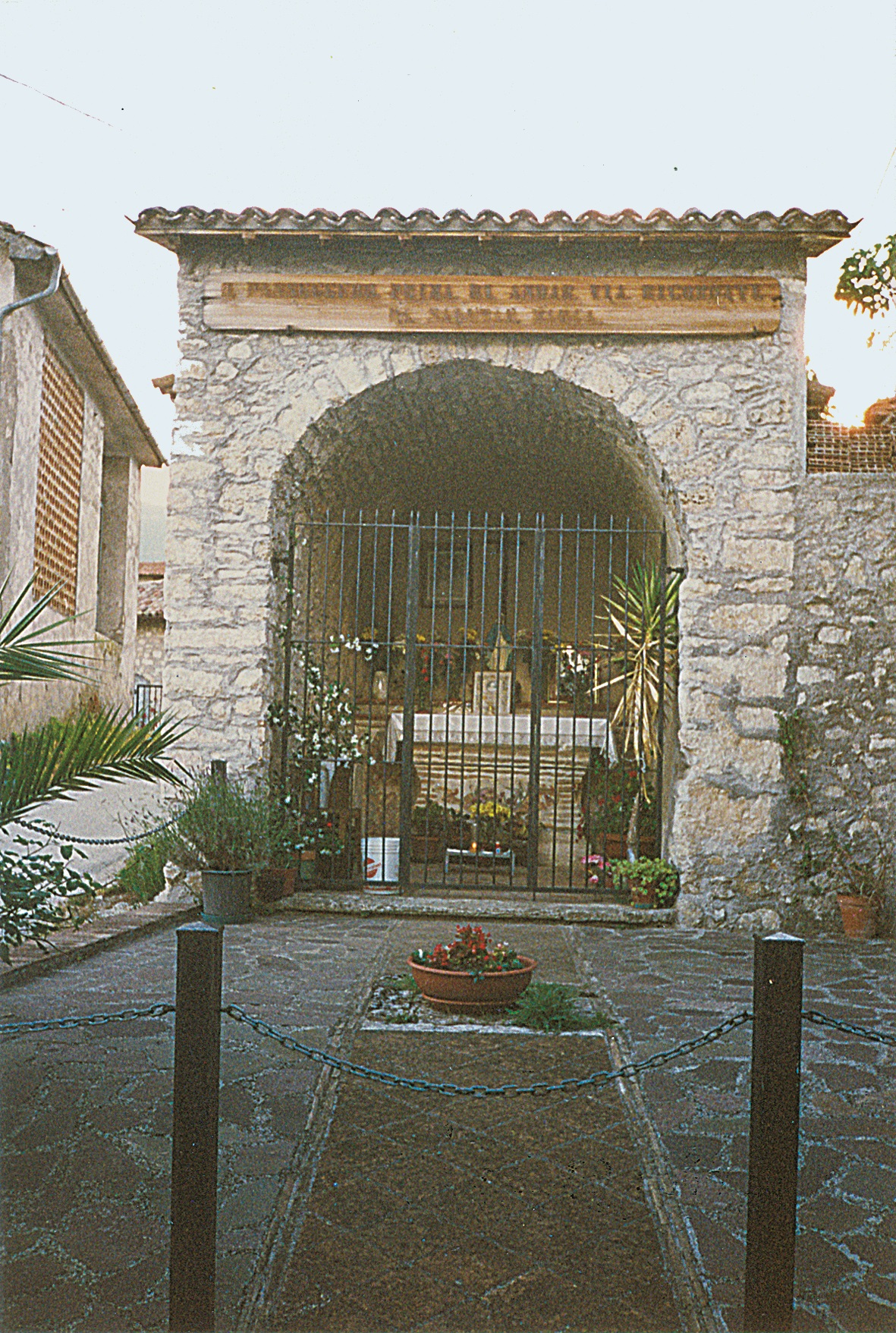
Cappella di Santa Maria delle Grazie

Una terza chiesetta è posta in prossimità di una delle antiche porte del paese che conduce ai Piani di San Filippo, ed è intitolata a Santa Maria delle Grazie. Fu costruita nel 1750, e dopo anni di abbandono è stata restaurata e trasformata in cappella, venendo utilizzata solo in particolari occasioni.

## Società

### Evoluzione demografica

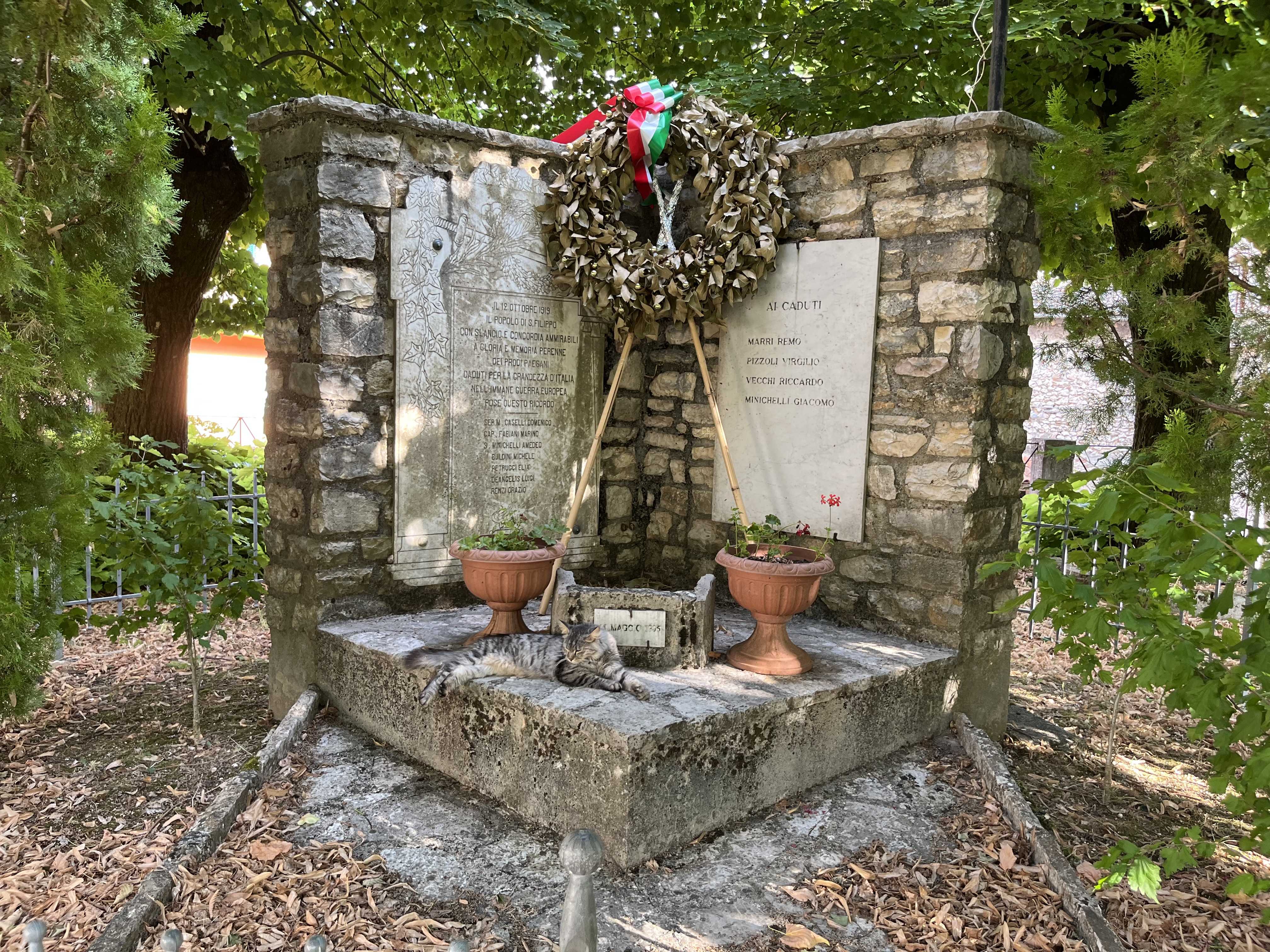
Monumento ai caduti nelle due guerre mondiali

Un censimento storico dell'ISTAT riporta 443 abitanti a San Filippo nell'anno 1921,
e 421 nel 1936.
Così come la maggior parte dei piccoli paesi italiani, anche San Filippo ha subito un progressivo spopolamento, causato dall'industrializzazione e la deruralizzazione avvenute nella seconda metà del XX secolo.
Secondo il censimento generale della popolazione e delle abitazioni del 1991, la popolazione di San Filippo ammontava a 79 abitanti. Questo numero è andato poi in crescita sia nel 2001 (112) che nel 2011 (121), per poi scendere nuovamente nel 2021 (104).

## Economia
L'economia è di tipo agricolo pastorale: si rammentano le produzioni, ormai scomparse, di legname e burro. Sono note anche le sorgenti diuretiche di acque termali, oltre ad essere presenti i ruderi di due mulini ad acqua per la produzione di farine; un terzo, noto come mola Belloni, è ancora in funzione.

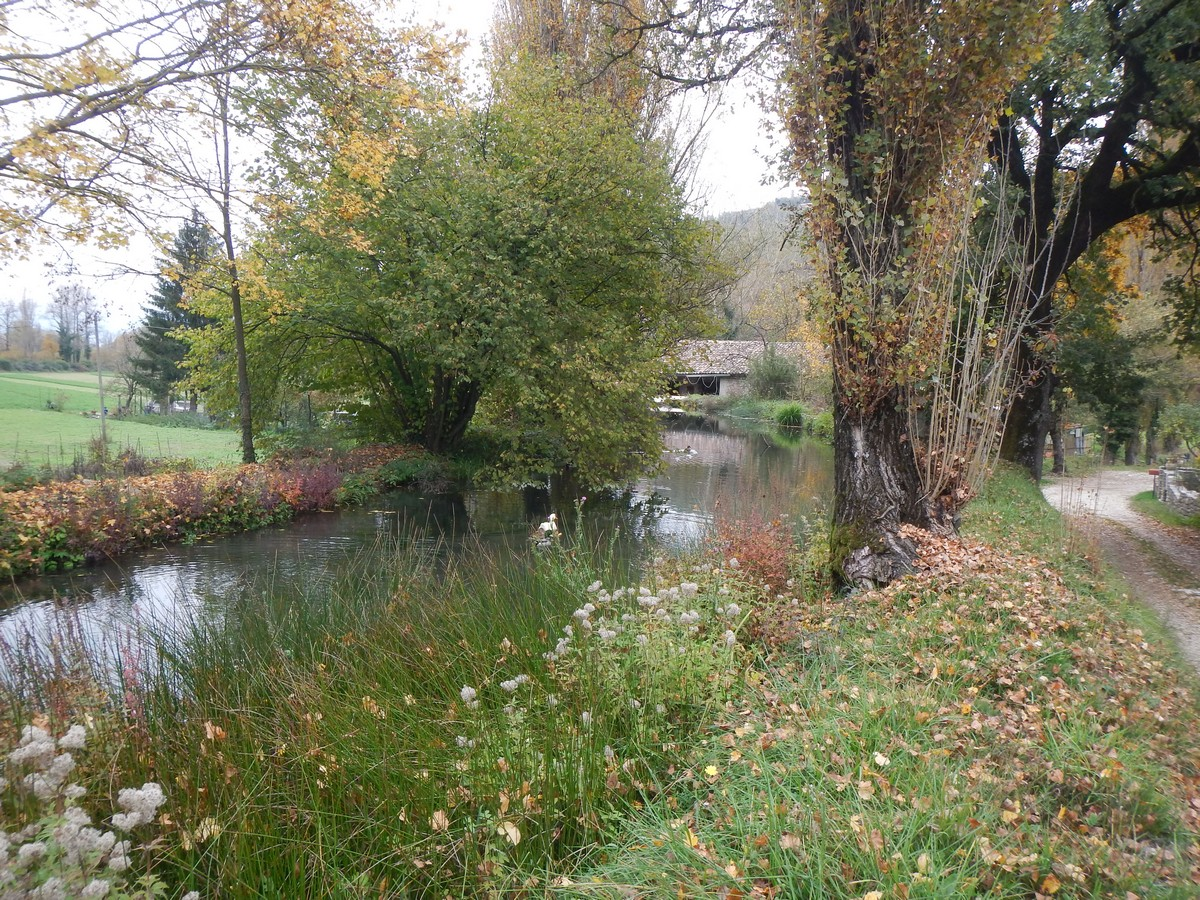
Invaso Mola Belloni (sullo sfondo) detto "la refode"

San Filippo è il luogo d'origine di Adelmo Renzi, Commendatore della Repubblica Italiana ed inventore della torta mimosa, uno dei dolci maggiormente utilizzati per celebrare la Giornata internazionale della donna; la torta raggiunse notorietà nazionale quando vinse un concorso di pasticceria nella città ligure di Sanremo, nel 1962.

## Sport

### Calcio
La squadra di calcio del paese è stata la Società Sportiva San Filippo; già attiva negli anni '50, venne iscritta alla FIGC nel 1971. Aveva come colori sociali l’azzurro ed il celeste, con tutta probabilità ispirati a quelli della S.S. Lazio.
Al primo campionato disputato, la Terza Categoria reatina, la squadra vinse il premio disciplina; nella stagione 1973-1974 inaugurò il proprio campo sportivo, avendo utilizzato prima di allora quello comunale di Contigliano. Per anni, quello di San Filippo è stato uno dei pochi campi della provincia a disporre di un manto erboso.
Nelle successive annate la compagine rimase stabilmente attorno alla metà della classifica, prima di passare dopo qualche anno sotto la gestione di Collebaccaro. Al termine della stagione 1983-1984 la società cessò le attività.
Il suo settore giovanile risultò invece uno dei migliori della provincia, vincendo un campionato "giovanissimi" e nuovamente il premio disciplina, ma stavolta nella categoria "allievi". Alcuni dei suoi ragazzi hanno poi continuato la propria carriera in altre squadre, prevalentemente nella Rieti, sia come giocatori sia come allenatori. 

### Atletica leggera
È originario di San Filippo l'ostacolista Emiliano Pizzoli, il reatino ad aver vinto il maggior numero di titoli Assoluti individuali in carriera (11) ed uno dei pochi ad aver disputato le olimpiadi, nell'edizione di Sydney 2000, oltre ad aver stabilito il primato italiano dei 60hs rimasto negli annali dal 1998 al 2012.